# بوزویوک، دریدره
بوزویوک (به ترکی استانبولی: Darıdere) یک منطقهٔ مسکونی در ترکیه است که در بوزویوک واقع شده‌است. بوزویوک ۱۵۸ نفر جمعیت دارد.